# L'isola di Nim
L'isola di Nim (Nim's Island) è un romanzo per ragazzi di Wendy Orr, pubblicato nel 1999.

## Trama
Nim è una bambina di undici anni che vive con il padre su di un'isola nell'Oceano Pacifico, mentre la madre è stata, in passato, inghiottita da una balena. La piccola adora i suoi amici animali: Galileo il pellicano, Salsiccia l' otaria e Virgola il drago barbuto, ed è una lettrice di romanzi d'avventura incentrati sul personaggio dell'esploratore Alex Rover. Un giorno il padre decise di partire verso l'Oceano per una ricerca, ma purtroppo di lui si persero le tracce. Nim manda un'email a Alexandra Rover detta Alex, la scrittrice che ha creato il suo eroe preferito, ma lei si rivela una persona molto ansiosa che ha paura persino di uscire di casa. Quando viene a sapere che Nim ha bisogno del suo aiuto, Alex trova in sé il coraggio di uscire e di raggiungere l'isola. Nim si accorge che sull'isola sono giunti i passeggeri di una nave da crociera chiamata il Bucaniere e crede che si tratti di una banda di pirati. Nim cercando mandarli via, inscena l' eruzione del vulcano, ottenendo il suo scopo: i turisti scappano. La bambina fa quindi la conoscenza di un ragazzino australiano chiamato Edmund. Nel frattempo Alex, salita su un elicottero dopo aver preso l'aereo, atterra sul Bucaniere, per poi scappare rubando una scialuppa di salvataggio. Arrivata sull'isola, Nim e Alex scoprono che il padre di Nim è tornato. Alex, avendo acquisito finalmente maggiore fiducia in se stessa e sicurezza, decide di rimanere sull'isola e di diventare la moglie del padre di Nim, per rimanere vicino alla ragazzina come una vera madre.